# ادمون دکوتینی
ادمون دکوتینی (انگلیسی: Edmond Decottignies; ۳ دسامبر ۱۸۹۳ – ۳ ژوئن ۱۹۶۳) وزنه‌بردار اهل فرانسه بود.